# Canadian Hot 100
Canadian Hot 100（カナディアンホット100）はアメリカの音楽雑誌「ビルボード」がそれまでのカナディアン・シングル・チャートに代わって2007年6月7日にスタートしたシングルチャートである。アメリカのHot 100に相当する。最初に1位を獲得したのはリアーナ feat. ジェイ・Zの『アンブレラ』であった。
その他のカナダのシングルチャートは次の通り。
- 1957年〜1986年 - CHUM Chart
- 1964年〜2000年 - RPM
- 1977年〜1980年 - CRIA Top 50 singles
- 1980年〜現在 - CBC Singles chart
- 1996年〜2007年 - Canadian Singles Chart

## 主な記録

### 初登場1位
- クラック・ア・ボトル（エミネム, ドクター・ドレー and 50セント、2009年2月21日付）[3]
- Today Was a Fairytale（テイラー・スウィフト、2010年2月20日付）[4]
- Wavin' Flag（ヤング・アーティスツ・フォー・ハイチ、2010年3月27日付）[5]
- Not Afraid（エミネム、2010年5月22日付）[6]
- カリフォルニア・ガールズ（ケイティ・ペリー featuring スヌープ・ドッグ、2010年5月29日付)[7]
- ホールド・イット・アゲインスト・ミー（ブリトニー・スピアーズ、2011年1月29日付)[8]
- ボーン・ディス・ウェイ（レディー・ガガ、2011年2月26日付）[9]

- パート・オブ・ミー (ケイティ・ペリー、2012年3月3日付)[10]
- ボーイフレンド(ジャスティン・ビーバー、2012年4月14日付)[11]

### 週間連続1位獲得曲
- ブラック・アイド・ピーズ『I Gotta Feeling』（16週、2009年）
- ワンリパブリック feat. ティンバランド『Apologize』（14週、2008-09）
- リアーナ feat. カルヴィン・ハリス『We Found Love』（11週、2011-12）
- マルーン5 feat. クリスティーナ・アギレラ『ムーブス・ライク・ジャガー』（10週、2011）